# Mamburao
Mamburao es un municipio filipino de cuarta categoría perteneciente a la provincia isleña de Mindoro Occidental en Tagalas Sudoccidentales.
Con una extensión superficial de 339,50 km²,  tiene una población de 30.378 personas que habitan en 8.012 hogares.	
Su alcalde es Voltaire Anthony C. Villarosa.
Para las elecciones a la Cámara de Representantes está encuadrado en Único Distrito Electoral de esta provincia.

## Geografía

### Comunicaciones
El aeropuerto de Mamburao es uno de los tres con los que cuenta esta provincia, siendo los otros los de San José de Labangán y de Lubang.

## Barrios
El municipio  de Mamburao se divide, a los efectos administrativos, en 15 barangayes o barrios, conforme a la siguiente relación:
| Barrio            | Urbano/Rural | Población (2010) |
| ----------------- | ------------ | ---------------- |
| Balansay          | Rural        | 6,137            |
| Fátima (Tii)      | Rural        | 1,819            |
| Payompon          | Urbano       | 10,656           |
| San Luis (Ligang) | Rural        | 1,448            |
| Talabaán          | Rural        | 2,383            |
| Tangkalan         | Rural        | 2,157            |
| Tayamaan          | Rural        | 6,826            |
| Población 1       | Urbano       | 310              |
| Población 2       | Urbano       | 2,127            |
| Población 3       | Rural        | 266              |
| Población 4       | Rural        | 831              |
| Población 5       | Rural        | 416              |
| Población 6       | Rural        | 668              |
| Población 7       | Urbano       | 2,092            |
| Población 8       | Urbano       | 1,101            |

## Historia
El 13 de junio de 1950, la provincia de Mindoro se divide en dos porciones: Oriental y  Occidental.
La   provincia Occidental comprendía los siguientes ocho municipios: Abra de Ilog, Looc, Lubang, Mamburao, Paluán, Sablayán, San Jose y Santa Cruz.

## Patrimonio
Iglesia parroquial  católica bajo la advocación de Nuestra Señora del Pilar.
Forma parte del Vicariato de Nuestra Señora del Pilar de  la Vicaría Apostólica de San José en Mindoro sufragánea  de la Arquidiócesis de Lipá.